# Distomo
Distomo (Grieks: Δίστομο) is een plaats in centraal Griekenland. Distomo maakt deel uit van de fusiegemeente Distomo-Arachova-Antikyra in het district Boeotië. In 2011 telde Distomo 3811 inwoners.
Op 10 juni 1944 vond hier het Bloedbad van Distomo plaats waarbij SS-troepen bij een vergeldingsactie 218 inwoners vermoorden en het dorp verwoestten.
Het klooster van Osios Loukas, dat op de Werelderfgoedlijst staat, ligt nabij Distomo